# Belgrandiella pelerei
Belgrandiella pelerei é uma espécie de gastrópode  da família Hydrobiidae.
É endémica de Austria.